# Luis Páez
Pour les articles homonymes, voir Luis González (homonymie), Páez et González.
Luis Fernando Páez González (né le 19 décembre 1989 à Lambaré (Paraguay) et mort le 7 avril 2019 à Mariano Roque Alonso) est un footballeur paraguayen. Il évoluait au poste d'attaquant.

## Biographie
Páez faisait partie des équipes juniors du club Tacuary de Primera División Paraguaya où il a joué dans la même catégorie aux côtés de ses coéquipiers Ronald Huth et Hernán Pérez. Il a été appelé dans l'équipe première du club lors de la saison 2006, où il a disputé une apparition en championnat. Il avait encore disputé deux autres matches de championnat en 2007 avant de quitter le club pour rejoindre le Sporting CP.

## Carrière
| Période     | Club        | Pays     |
| 2006-2007   | Tacuary FC  | Paraguay |
| 2007-2008   | Sporting CP | Portugal |
| Depuis 2008 | CD Fátima   | Portugal |

## Palmarès
| Année | Titre                             | Club        | Pays     |
| 2008  | Vainqueur de la Coupe du Portugal | Sporting CP | Portugal |
| 2008  | Finaliste de la Carlsberg Cup     | Sporting CP | Portugal |